# فین‌هایزن، نوردن‌فلد
وینهویزن، نوردنولد (به هلندی: Veenhuizen, Noordenveld) یک منطقهٔ مسکونی در هلند است که در Noordenveld واقع شده‌است.